# Marcus Stephen
Marcus Stephen je predsjednik Republike Nauru od 19. prosinca 2007. Također je i predsjednik Oceanijske federacije za dizanje utega. Stephen je profesionalni dizač utega koji je za svoju zemlju dosad osvojio sedam zlatnih medalja na igrama Commonwealtha.

## Sportska karijera
U početku svoje sportske karijere Stephen je igrao australski nogomet za lokalnu momčad "Aces", ali je se poslije odlučio baviti dizanjem utega. Godine 1989., osnovana je Nauruska federacija dizanja utega (Nauru Weightlifting Federation) kako bi se Stephenu koji je u to vrijeme bio jedini vrhunski dizač utega u državi omogućilo sudjelovanje na međunarodnim natjecanjima.
Godine 1992. sudjeluje prvi put na Olimpijskim igrama u Barceloni. Budući da u to vrijeme Nauru nije imao Olimpijski odbor, Stephen je uzeo samoansko državljanstvo i sudjelovao na OI za tu državu. Godine 1993., na Nauruu je osnovan Olimpijski odbor tako da je Stephen mogao predstavljati svoju zemlju na OI u Atlanti 1996. godine i OI u Sydneyu 2000. godine.
Kada je olimpijska baklja nošena u Sydney, Stephen je ima čast nositi ju na njezinom prolasku kroz Nauru.
Na Igrama Commonwealtha Stephen je ostvario brojne uspjehe, a vjerojatno najveći uspjeh u sportskoj karijeri dosad mu je osvajanje drugog mjesta na Svjetskom prvenstvu u Ateni 1999. godine.

## Politička karijera
Marcus Stephen u parlament Naurua ulazi u svibnju 2003. godine. Tijekom vladavine Renéa Harrisa obnaša dužnost ministra obrazovanja i financija. Članstvom Naurua u Međunarodnoj komisiji za kitolov, Stephen postaje nauruski izaslanik. Predsjednik države postaje 19. prosinca 2007. godine smijenivši Scottya. Njegovim dolaskom na vlast dolazi i svojevrsna generacijska smjena među nauruskim političarima.